# Biedna mała bogata dziewczynka
Biedna mała bogata dziewczynka, również Bogate biedactwo (ang. Poor Little Rich Girl: The Barbara Hutton Story) – amerykański miniserial oraz film telewizyjny z 1987 o życiu Barbary Hutton; jednej z najbogatszych kobiet świata. Nie przełożyło się to jednak nigdy na życie osobiste – od dziecka samotna, otoczona fałszywymi przyjaciółmi, ośmiokrotnie wychodziła za mąż, a jej jedyny syn zginął w wypadku samolotowym.

## Obsada
- Farrah Fawcett jako Barbara Hutton
- Matilda Johansson jako Barbara w wieku 5 lat
- Fairuza Balk jako Barbara w wieku 12 lat
- David Ackroyd jako Graham Mattison
- Nicholas Clay jako książę Alexis Mdivani
- Sascha Hehn jako baron Gottfried von Cramm
- Burl Ives jako F.W. Woolworth
- James Read jako Cary Grant
- Kevin McCarthy jako Franklyn Hutton
- Bruce Davison jako Jimmy Donahue
- Anne Francis jako Marjorie Merriweather Post
- Zoë Wanamaker jako Jean Kennerly
- Brenda Blethyn jako Ticki Tocquet
- Linden Ashby jako Lance Reventlow
- Jonathan Brandis jako Lance Reventlow w dzieciństwie
- Leigh Lawson jako książę Igor Troubetzkoy
- Amadeus August jako hrabia Haugwitz-Reventlow
- Stephane Audran jako Pauline de la Rochelle
- Tony Peck jako James Douglas III
- Miriam Margoyles jako Elsa Maxwell
- Debbie Barker jako Jill St. John